# Thecamoebidae
A Thecamoebidae az Amoebozoa egyik kládja.
A Dermamoeba nemzetséget korábban e csoportba sorolták, azonban 2005-ben igazolták, hogy a csoport többi tagjának nem közeli rokona.

## Történet
1902-ben Penard az Archerella és Amphitrema nemzetségeket egyesítette, és az Amphitrema flavumot fonalas állábú és Chlorella-endoszimbiontákkal rendelkező fajként írta le. Wailes 1915-ben a kétnyílású amőbáknak létrehozta az Amphistominát az Amphitrema és Diplophrys nemzetséggel, de a kétszájú amőbataxon érvényességét megkérdőjelezte. Gomaa, Mitchell és Lara 2013-ban igazolták, hogy az Amphitrema és az Archerella sárgásmoszatok, vagyis a Thecamoebidae kládtól messze vannak.
Chatton 1925-ben írta le a családot, ennek és az 1926-ban leírt Thecamoebida rendnek a meghatározását 2011-ben egészítették ki Smirnov et al. Schaeffer édesvízi és tengeri amőbák kiterjedt megfigyelésén alapuló 1926-os rendszerében 2 nemzetséget sorolt ide, a Rugipest és a Thecamoebát. Alapelve az volt, hogy „amőbákat rendszerezzen, ne sejtmagokat”. Chatton 1953-as rendszerében a Rhizopoda főosztály Lobosa osztálya Amoebaea rendje Amastigogenina alrendjébe sorolta ugyane nemzetségekkel. Singh és Das 1970-es rendszere nem tartalmazza a Thecamoebidae vagy Thecamoeba neveket, viszont egy másik, ma előbbibe sorolt nemzetséget, a Sappiniát igen – az Amoebida rend Schizopyrenidae családjában. Bovee és Jahn 1974-ben a Thecamoebidae csoportot a Hydraulea osztály Cyclia alosztálya Lobeda főrendje Thecida rendje Rugina alrendjébe sorolták egy nemzetséggel, a Thecamoebával.:62–64 Page 1976-os rendszerében a Rhizopoda főosztály Lobosea osztálya Gymnamoebia alosztálya Amoebida rendje Thecina alrendje egyetlen családjaként írja le, és lapult, gyakran elnyújtott vagy legyező alakú, többé-kevésbé szabályos körvonalú, jelentős üveges zónájú, megkülönböztethető, alkalmanként ráncos pellikularéteggel jellemzi, és a Thecamoeba, Sappinia, Platyamoeba, Pessonella és Vannella nemzetségeket sorolta ide.:67 Ezzel együtt azt, hogy Singh és Das promitózis-szerkezet alapján a Sappiniát a Schizopyrenidába sorolta, és Nägler 1909-es citológiai munkájának hibásságát, valószínűtlennek tartotta, mivel az egybeesik több későbbi jó hematoxilinkultúrával, melyeket nem vizsgáltak.:71–72

## Morfológia
Héja amorf glikokalix, melyet Lahr et al. 2015-ös tanulmánya a legfejlettebbek közt írt le. Lapult amőbák tartoznak ide, melyek lehetnek nyújtottak, nyelv vagy szabálytalan háromszög alakúak, általában rendelkeznek dorzális hajlatokkal vagy kiemelkedésekkel, az elülső hialoplazma gyakran anterolaterális félhold alakú, és ritkán hosszabb a sejthossz felénél. A Thecamoebidae ismert fajai sose hoznak létre elkülönülő állábakat vagy alállábakat.
Legtöbb faja nem ágazik el, és felszíne mozog mozgásakor.:67 Sejtmagja szemcsés.:74

## Életmód
Mindenevő: baktériumokat és eukariótákat is eszik. Egyes Sappinia-fajok patogének lehetnek – például a S. pedata amőbás encephalitist okozhat –, bár általában szabadon élők, továbbá különböző mikrobák hordozói lehetnek.

## Élőhely
Tengerekben és tavakban, avarban, talajban, mohákon egyaránt él.

## Életciklus
Életciklusában trofozoita- és cisztaállapot van. Magosztódási mintái a többi kládtól megkülönböztetik. Nukleólusza a Vahlkampfiidae-mitózishoz hasonlóan nyúlik, de más szempontokban különbözik a Thecamoebidae mitózisa.:72

## Ökológia
Régi marhatrágyában gyakoribb, mint a házilégylárvák által evettben és a frissben egyaránt.

## Tenyésztés
Fűmaginfúzióval, de tápanyagmentes agarral és víz és fűmag-agar rétegeivel egyaránt 4 faja tenyészthető. A tápanyagmentes agar–víz tenyésztőrétegpár nem alkalmas Thecamoebidae-tenyésztésre.

## Genetika
Első teljesen szekvenált génje a Thecamoeba similis aktin-mRNS-e. Ez 1192 bp hosszú lineáris DNS, és 2003. május 7-én szekvenálták.
Aktin- és SSU rDNS-alapú filogenetika alapján klád.

## Jelentőség
A Sappinia pedata kután lézióval nem járó központi idegrendszeri betegséget okozhat, de erre kevés bizonyíték van, mert csak egy leírt eset ismert még 2001-ből, ahol is a beteg korábban egészséges immunkompetens férfi volt. Feltehetően nyálkahártyán vagy sérült bőrön keresztül fertőzhet.
A Thecamoebida – a Thraustochytrida kládhoz hasonlóan – a talaj biológiai kezelésének indikátora.